# Abilio
abilio ist eine Applikation zur Integration verschiedener Mobilitätsformen. Sie entstand aus einer Zusammenarbeit der Schweizerischen Südostbahn AG (SOB) und der Siemens Schweiz AG. Für das durch den Nutzer angegebene Reiseziel wurde eine Route errechnet, die verschiedene Verkehrsmittel einschloss. Ende September 2019 wurde die App eingestellt.

## Funktionen
Durch den Einsatz der IBeacon-Technologie konnte die Walk-IN-Funktion entwickelt werden, welche die Nutzung eines verbundübergreifenden Tickets zwischen der Südostbahn AG und der Busbetriebs Lichtensteig–Wattwil–Ebnat-Kappel (BLWE) ermöglichte. Über Bluetooth erwarb der Reisende mit seinem Smartphone ein elektronisches Ticket, das über die Kreditkarte oder die Postfinance Card abgerechnet wird. Der Prozess war in dieser Form weltweit ein Pilotprojekt.
Die Swipe-In-Funktion ermöglichte den Erwerb schweizweit gültiger Tickets. Vorhandene Halbtax-Abonnements, die den Kauf von Tickets zum halben Preis ermöglichen, wurden berücksichtigt. Benötigte Zuschläge, Tageskarten oder Tarifwechsel konnten zusätzlich gekauft werden. Zudem bestand die Möglichkeit, Konzepte wie Park-and-rail, angeschlossene Parksharing-plattformen und Taxi-Fahrten zu buchen.

## Geschichte
Kernziel für die Südostbahn war die Schaffung eines kontaktlosen Ticketkaufs. In Zusammenarbeit mit der Siemens Schweiz AG wurden Ende 2014 die ersten Tests durchgeführt. Wichtig war dabei die übergreifende Einbindung der verschiedenen öffentlichen und privaten Verkehrsmittel, um die optimale Reiseroute zu erreichen.
Die Betaphase fand von März bis September 2017 statt. Die Apps standen für Android und iOS zur Verfügung, der Ticketkauf konnte auch über den Webshop erfolgen.
Im Juli 2019 wurde entschieden, dass die App auf Ende September eingestellt wird.